# Anthony Muheria
Anthony Muheria (ur. 27 maja 1963 r. w Kaburugi) – kenijski duchowny katolicki, arcybiskup archidiecezji Nyeri od 2017.

## Życiorys
Anthony Muheria jest członkiem prałatury personalnej Opus Dei. W dniu 13 czerwca 1993 otrzymał w Rzymie święcenia kapłańskie. Odpowiadał przede wszystkim za formację członków prałatury w Kenii, pracował także w szkołach przez nią prowadzonych.
Jan Paweł II w dniu 30 października 2003 mianował go biskupem diecezji Embu. Sakry biskupiej w dniu 10 stycznia 2004 udzielił mu Nuncjusz Apostolski w Kenii, Giovanni Tonucci.
28 czerwca 2008 papież Benedykt XVI mianował go biskupem Kitui. Wybrany 23 kwietnia 2017 na arcybiskupa Nyeri, objął urząd 17 czerwca 2017.